# Rhescyntis gigantea
Rhescyntis gigantea is een vlinder uit de familie nachtpauwogen (Saturniidae), onderfamilie Arsenurinae.
De wetenschappelijke naam van de soort is voor het eerst geldig gepubliceerd door Bouvier in 1930.